# 이지수 (1982년생 희극인)
이지수(1982년 11월 13일 ~ )는 대한민국의 개그우먼이다.

## 출연 작품
- 《개그야》 (MBC, 2009년)
- 《뜨거운 형제들》 (MBC, 2010년)
- 《웃고 또 웃고》 (MBC, 2011년)
- 《신화방송》 (JTBC, 2012년)
- 《뮤직 코믹쇼》 (MBC Music, 2012년)
- 《코미디에 빠지다》 (MBC, 2012년)
- 《코미디의 길》 (MBC, 2014년)